# Remontdepå

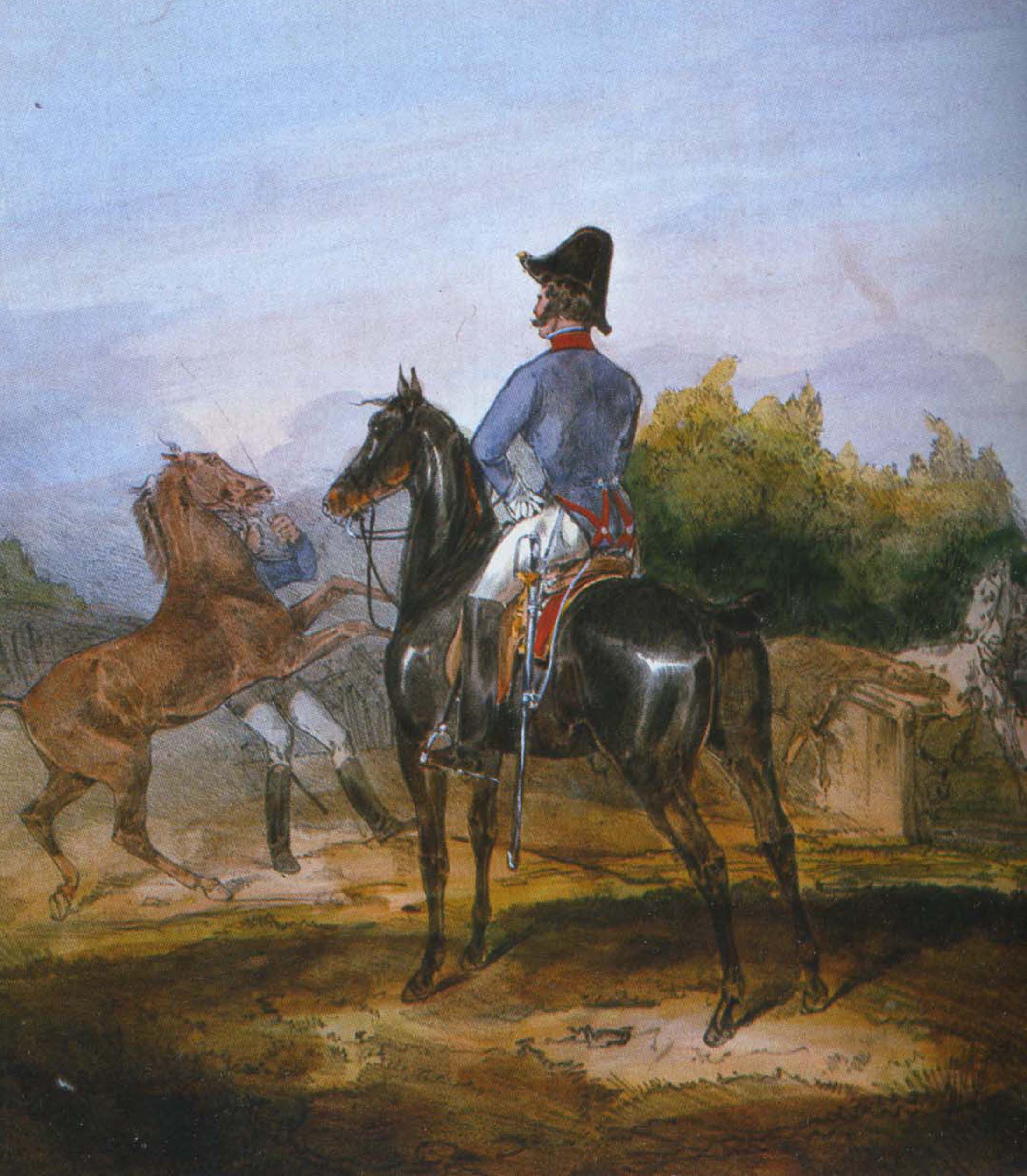
Österrikisk remonteringsofficer, perioden 1835-1843.

Remontdepåer var militära inrättningar för att förse arméerna med unghästar, så kallade remonter.

## Indien
Den indiska arméns stuteristyrelse bildades redan 1779 i Bengalen. Det var dock först 1875 som en särskild remonteringsstyrelse inrättades.

### Remontdepåer
Idag finns två remontdepåer, vilka även ansvar för inkörning och inridning.
- Remount Training School and Depot, Saharanpur, grundad 1843.
- Remount Training School and Depot, Hempur, grundad 1966.

## Sverige
Den första remontdepån i Sverige inrättades vid Strömsholm 1885.
De hästar som anskaffades till krigstjänst och som var för unga för att omedelbart komma till militärförbanden blev sända till en remontdepå där de stannade ett år. Därefter placerades de vid förbanden för att påbörja sin utbildning.
Depåvistelsen innebar många fördelar för remonterna. De fick vänja sig vid andra hästar och fick under två somrar gå på bra bete i stora hagar. Vidare fick de regelbunden motion och vande sig vid att vara ute i alla väder. Under hela depåtiden skedde kontinuerlig besiktning av remontens kondition. Under depåtiden drabbades unghästarna ofta av smittsamma djursjukdomar som kvarka och ringorm, vilket var till fördel genom att de därigenom blev immuna mot dem under sin fortsatta tid vid förbanden.
Från 1947 skedde viss inkörning och inridning vid remontdepåerna. Denna utbildning påbörjades i augusti då hästarna var drygt tre år.
Inför 1955 års riksdag föreslog regeringen för riksdagen, på förslag från chefen för armén Carl August Ehrensvärd, en viss reducering av arméns organisation. Bland annat föreslogs en reducering av kavalleriets organisation och att antalet stamridhästar till budgetåret 1959/1960 skulle minskas från 1455 till 435 hästar. Vilket bland annat medförde att de kvarvarande remontdepåerna vid Gudhem, Herrevadskloster och Strömsholm avvecklades.

### Remontdepåer
- Ottenby på Öland 1894–1904
- Utnäslöt vid Strömsholm 1885–1925, 1941–1955
- Habygård, omkring 30 kilometer söder om Borås 1901–1914
- Frösön vid Östersund 1901–1925
- Herrevadskloster vid Ljungbyhed med annex i Silvåkra gård i Källna socken 1901–1955
- Björnö norr om Kalmar 1904–1925
- Gudhem norr om Falköping 1914–1955

## USA
Remontdepåer inrättades i USA från 1908. Vid sidan av hästar skulle de amerikanska depåerna även förse armén med mulor. Första världskriget var det sista krig där USA:s armé använde sig av hästar och mulor i större utsträckning. Vid slutet av detta krig fanns det 39 remontdepåer med 229 000 djur. Vid andra världskrigets början fanns det sex remontdepåer, men en lades ned under kriget. Remontdepåerna drogs in 1948 och civil personal, anläggningar och djurbestånd överfördes till jordbruksdepartementet, vilket följande år lade ner verksamheten och försålde djuren på auktion.
Under andra världskriget inrättade den amerikanska armén tre remontdepåer i Italien, för att förse 10th Mountain Division med klövjedjur.

### Remontdepåer i USA
Vid andra världskrigets utbrott fanns följande remontdepåer i USA.
- Front Royal, Virginia.
- Lexington, Kentucky.
- Sheridan, Wyoming
- San Angelo, Texas.
- Colorado Springs, Colorado.
- Pomona, Kalifornien.

### Remontdepåer i Italien
Efter den allierade invasionen av Italien 1943, upprättades följande amerikanska remontdepåer i Italien.
- Persano 1943
- Santa Maria Capua Vetera 1943 - flyttad till Capanello Hippodromo, Rom 1944 - senare till Grosseto, en av den italienska arméns tre stora remontdepåer.
- Hippodromo, Agnano, Bagnoli 1943

## Österrike-Ungern
Österrike-Ungern använde sig inte av systemet med remontdepåer, utan förlitade sig på de militära stuterierna och hingstdepåerna för att i fredstid förse armén med hästar utan uppköp på den privata marknaden.